# Valdáliga
Valdáliga és un municipi de la Comunitat Autònoma de Cantàbria, situat a 58 quilòmetres a l'occident de Santander. La seva extensió és de 97,58 quilòmetres quadrats, el que el converteix en un dels majors d'aquesta autonomia, encara que la seva població no passa de 2.500 habitants. Limita amb poblacions com Cabezón de la Sal, Comillas i San Vicente de la Barquera.

## Localitats
- Caviedes.
- Labarces.
- Lamadrid.
- Roiz (Capital).
- San Vicente del Monte.
- El Tejo.
- Treceño.

## Demografia
| 1900  | 1910  | 1920  | 1930  | 1940  | 1950  | 1960  | 1970  | 1980  | 1990  | 2000  | 2007  |
| ----- | ----- | ----- | ----- | ----- | ----- | ----- | ----- | ----- | ----- | ----- | ----- |
| 3.566 | 3.637 | 3.758 | 3.595 | 3.626 | 3.932 | 3.434 | 3.252 | 2.753 | 2.832 | 2.541 | 2.364 |

Font: INE

## Personatges nascuts a Valdáliga
El pilot de trial Amós Bilbao nasqué a Lamadrid, localitat del municipi de Valdáliga.

## Administració
| Eleccions municipals, 25 de maig de 2003 |      |        |           |
| Partit                                   | Vots | %      | Regidorss |
| PP                                       | 1086 | 59,57% | 7         |
| PSOE                                     | 556  | 30,50% | 3         |
| PRC                                      | 156  | 8,56%  | 1         |

| Eleccions municipals, 27 de maig de 2007 |      |        |          |
| Partit                                   | Vots | %      | Regidors |
| AVI                                      | 703  | 37,90% | 5        |
| PP                                       | 539  | 29,06% | 3        |
| PSOE                                     | 499  | 26,90% | 3        |